# ピエール・ドゥラドンシャン
ピエール・ドゥラドンシャン（Pierre Deladonchamps、1978年6月1日 - ）は、フランスの俳優。

## 略歴
文学でバカロレア取得後、商業を勉強するため大学に進学。その後、ナンシーで演劇の勉強を始める。Cours Florentを卒業し、2001年にパリに移る。いくつかのテレビドラマに出演した後、2010年ロレーヌに娘の出産をきっかけに戻る。
2014年、『湖の見知らぬ男』でセザール賞有望若手男優賞を受賞。
2017年、「Le Fils de Jean」で、セザール賞主演男優賞ノミネート。
2018年12月19日、70人以上の著名人が「Urgence Homophobie（同性愛嫌悪反対緊急運動）」の呼びかけに応じて参集した。ドゥラドンシャンもそのうちの1人であり、その団体のビデオクリップ「De l'amour」に出演している。

## フィルモグラフィ

### 映画
- 2008 : Skate or die - Un policier en rollers
- 2013 : 湖の見知らぬ男 L'Inconnu du lac - フランク
- 2014 : 万能鑑定士Q モナ・リザの瞳 All-Round Appraiser Q : The Eyes of Mona Lisa
- 2015 : Une enfance - Duke
- 2015 : House of Time - Louis Legarec
- 2016 : Le Fils de Jean - Mathieu
- 2016 : エタニティ 永遠の花たちへ Éternité - シャルル
- 2017 : Nos années folles - Paul Grappe
- 2017 : Nos patriotes - Baptiste (nom de résistant : Félix)
- 2018 : ソーリー・エンジェル Plaire, aimer et courir vite - ジャック ※kino festivalにて上映
- 2018 : リトル・ティックルズ Les Chatouilles - ジルベール・ミギエ ※kino festivalにて上映
- 2018 : 風とともに Le Vent tourne - アレックス ※マイ・フレンチ・フィルム・フェスティバル(myFFF)2020にて上映
- 2018 : Photo de famille - Mao
- 2019 : Notre dame - Bacchus
- 2020 : Vaurien
- 2021 : エッフェル塔〜創造者の愛〜 Eiffel - アントワーヌ・ド・レスタック
- 2021 : 夜の伝説　マダム・クロード Madame Claude
- 2021 : Petite leçon d’amour
- 2022 : ぼくは君たちを憎まないことにした Vous n'aurez pas ma haine
- 2022 : La Page blanche
- 2022 : 私はモーリーン・カーニー 正義を殺すのは誰? La syndicaliste
- 2023 : HAWAÏ
- 2024 : 犬の裁判 Le Procès du chien

#### テレビ単発
- 2009 : Louise Michel - Henri Bauer
- 2011 : L'Amour en jeu - Stan

#### 連続ドラマ
- 2003 : Famille d'accueil (saison 3, épisode 2) - Stan
- 2008 : 王立警察 ニコラ・ル・フロック （鉛を呑まされた男）Nicolas Le Floch (L'Homme au ventre de plomb) - ジャン・ドゥ・ランジュモン
- 2008 : Engrenages (saison 2, épisode 4) - Boussac
- 2009 : Central nuit (saison 7, épisode 3) - Rachid, l'infirmier
- 2010 : R.I.S. Police scientifique (saison 6, épisode 7) - Cédric Roussel
- 2016 : Trepalium - 6 épisodes - Ruben Garcia
- 2019 : Mouche de Jeanne Herry - Adrien
- 2021 : ヴォルテール高校へようこそ Mixte
- 2024 : ラ・メゾン La Maison